# Дуня Райтер
Дуня Райтер (3 березня 1940, Нашиці, Королівство Югославія) — югославська та німецька співачка та акторка.

## Вибіркова фільмографія
- 1961 : Авантюрист біля дверей
- 1964 : Серед шулік / Unter Geiern — Бетсі